# Dejan Lazarević
Dejan Lazarević (Lubiana, 15 febbraio 1990) è un calciatore sloveno, centrocampista o ala del Domžale.

## Caratteristiche tecniche
Può giocare sia come esterno offensivo sia come seconda punta. Dotato di grande velocità e abile nel tirare le punizioni.

## Carriera

### Club

#### Genoa
Cresciuto nelle giovanili del Genoa, dove è arrivato nel gennaio del 2007 proveniente dal Domžale, ha vinto con la Primavera la Coppa Italia Primavera 2008-2009 e il Campionato Primavera 2009-2010. In seguito a quattro panchine nella Serie A 2009-2010 disputata con la maglia del Genoa, esordisce in massima serie il 4 aprile 2010 nella 32ª giornata di campionato disputata contro il Livorno subentrando all'82' a un altro esordiente rossoblu, Yiadom Richmond Boakye. Seguiranno un'altra presenza contro il Parma e altre due panchine.

#### Torino e Padova
Arriva in prestito al Torino, disputando la Serie B 2010-2011. Esordisce in campionato nella seconda giornata in casa del Cittadella, disputando per intero la stessa partita. Diventa presto titolare della squadra, guadagnando anche la convocazione in nazionale Under-21 e la candidatura a miglior giovane della Serie B.
L'8 luglio 2011 passa al Padova in compartecipazione. Debutta con la maglia biancoscudata il 14 agosto nella sfida di Coppa Italia contro il Carpi vinta per 4-2 dove segna anche il suo primo gol in carriera. Fa il suo esordio in campionato il 25 agosto nella partita giocata contro la Sampdoria e terminata sul risultato di (2-2). Il suo primo gol in campionato con la maglia del Padova lo segna il 6 gennaio 2012 nella partita Ascoli-Padova (0-2).

#### Modena
Il 22 giugno 2012 il Genoa risolve la compartecipazione a proprio favore aggiudicandosi l'intero cartellino del giocatore.
Il 25 agosto seguente passa in prestito al Modena. Il 10 novembre 2012, alla 14ª giornata della Serie B 2012-2013, segna con la maglia dei canarini la sua prima doppietta nella serie cadetta italiana, nella vittoria 1-2 dei suoi in casa della Pro Vercelli.

#### Chievo
Il 20 giugno 2013 diventa un giocatore del Chievo Verona con la formula della compartecipazione con il Genoa. Esordisce con la maglia bianco-azzurra il 29 settembre seguente in Catania-Chievo (2-0). Segna il suo primo gol in Serie A nel derby di Verona il 23 novembre, decidendo il risultato finale di 0 a 1 in favore del ChievoVerona. In tutto gioca 14 partite e segna 1 gol.
Segna il suo secondo gol in maglia bianco-azzurra nella partita finita 1-1 l'11 gennaio 2015 contro l'Atalanta su calcio di punizione al 90º.
In questa stagione gioca in tutto 9 partite e segna 1 gol.
Complessivamente con la maglia del Chievo ha collezionato 23 presenze e 2 gol.

#### Prestito al Sassuolo
Il 2 febbraio 2015 passa in prestito con diritto di riscatto al Sassuolo.

#### Prestiti in Turchia
Il 16 luglio 2015 viene ufficializzato il suo passaggio alla squadra turca dell'Antalyaspor mentre nella stagione successiva viene prestato alla neopromossa Karabukspor.

#### Polonia e ritorno in patria
Rimasto svincolato, ad inizio 2018 è ingaggiato dal Jagiellonia. Terminata l'esperienza polacca ritorna in patria al club in cui aveva mosso i primi passi, il Domžale.

#### Ritorno in Italia
Rimasto svincolato, a fine gennaio 2021 accetta la proposta del club di Serie C del Legnago e torna in Italia. Durante la sua esperienza di ritorno, totalizzerà 30 presenze segnando 2 reti. Il 1º luglio 2022, si separa dal club, rimanendo svincolato.

### Nazionale
Ha esordito nella Slovenia Under-17 il 19 settembre 2006 in un incontro di qualificazione al campionato europeo di calcio Under-17 contro la Turchia, terminato con una sconfitta per 4-1. In seguito ha giocato 10 partite con la nazionale Under-19, partecipando anche al campionato europeo di calcio Under-19 2009 dove ha indossato la maglia numero 10.
Il 3 settembre 2010 debutta con la nazionale della Slovenia Under-21 nella gara di qualificazione all'Europeo di categoria disputata contro il Belgio.
Il 7 novembre 2011 viene convocato per la prima volta con la nazionale maggiore per la sfida amichevole contro gli Stati Uniti del 15 novembre. Fa il suo debutto subentrando ad Armin Bačinovič a pochi minuti dal termine.

## Statistiche

### Presenze e reti nei club
Statistiche aggiornate al 28 aprile 2022.
| Stagione        | Squadra               | Campionato      | Campionato | Campionato | Coppe nazionali | Coppe nazionali | Coppe nazionali | Coppe continentali | Coppe continentali | Coppe continentali | Altre coppe | Altre coppe | Altre coppe | Totale | Totale |
| Stagione        | Squadra               | Comp            | Pres       | Reti       | Comp            | Pres            | Reti            | Comp               | Pres               | Reti               | Comp        | Pres        | Reti        | Pres   | Reti   |
| --------------- | --------------------- | --------------- | ---------- | ---------- | --------------- | --------------- | --------------- | ------------------ | ------------------ | ------------------ | ----------- | ----------- | ----------- | ------ | ------ |
| 2009-2010       | Genoa                 | A               | 2          | 0          | CI              | 0               | 0               | UEL                | 0                  | 0                  | -           | -           | -           | 2      | 0      |
| 2010-2011       | Torino                | B               | 32         | 0          | CI              | 2               | 0               | -                  | -                  | -                  | -           | -           | -           | 34     | 0      |
| 2011-2012       | Padova                | B               | 30         | 1          | CI              | 2               | 1               | -                  | -                  | -                  | -           | -           | -           | 32     | 2      |
| 2012-2013       | Modena                | B               | 34         | 5          | CI              | 0               | 0               | -                  | -                  | -                  | -           | -           | -           | 34     | 5      |
| 2013-2014       | Chievo                | A               | 14         | 1          | CI              | 0               | 0               | -                  | -                  | -                  | -           | -           | -           | 14     | 1      |
| 2014-gen. 2015  | Chievo                | A               | 8          | 1          | CI              | 1               | 0               | -                  | -                  | -                  | -           | -           | -           | 9      | 2      |
| Totale Chievo   | Totale Chievo         | Totale Chievo   | 22         | 2          |                 | 1               | 0               |                    | -                  | -                  |             | -           | -           | 23     | 3      |
| gen.-giu. 2015  | Sassuolo              | A               | 10         | 0          | CI              | -               | -               | -                  | -                  | -                  | -           | -           | -           | 10     | 0      |
| 2015-2016       | Antalyaspor           | SL              | 17         | 2          | TK              | 2               | 0               | -                  | -                  | -                  | -           | -           | -           | 19     | 2      |
| 2016-2017       | Karabukspor           | SL              | 20         | 0          | TK              | 0               | 0               | -                  | -                  | -                  | -           | -           | -           | 11     | 0      |
| 2017-2018       | Jagiellonia Białystok | EL              | 8          | 0          | PP              | 0               | 0               | -                  | -                  | -                  | -           | -           | -           | 11     | 0      |
| 2018-gen. 2019  | Jagiellonia Białystok | EL              | 0          | 0          | PP              | 0               | 0               | UEL                | 0                  | 0                  | -           | -           | -           | 0      | 0      |
| gen.-giu. 2019  | Domžale               | SL              | 12         | 1          | PNZS            | 0               | 0               | -                  | -                  | -                  | -           | -           | -           | 12     | 1      |
| 2019-2020       | Domžale               | SL              | 22         | 0          | PNZS            | 1               | 0               | UEL                | 1                  | 0                  | -           | -           | -           | 24     | 0      |
| Totale Domzale  | Totale Domzale        | Totale Domzale  | 34         | 1          |                 | 1               | 0               |                    | 1                  | 0                  |             | -           | -           | 36     | 1      |
| gen.-giu. 2021  | Legnago               | C               | 10+2       | 1          | -               | -               | -               | -                  | -                  | -                  | -           | -           | -           | 12     | 1      |
| 2021-2022       | Legnago               | C               | 18         | 1          | CIC             | 2               | 0               | -                  | -                  | -                  | -           | -           | -           | 20     | 1      |
| Totale Legnago  | Totale Legnago        | Totale Legnago  | 28+2       | 2          |                 | 2               | 0               |                    | -                  | -                  |             | -           | -           | 32     | 2      |
| Totale carriera | Totale carriera       | Totale carriera | 228+2      | 13         |                 | 10              | 1               |                    | 1                  | 0                  |             | -           | -           | 241    | 14     |

### Cronologia presenze e reti in nazionale
| Cronologia completa delle presenze e delle reti in nazionale ― Slovenia | Cronologia completa delle presenze e delle reti in nazionale ― Slovenia | Cronologia completa delle presenze e delle reti in nazionale ― Slovenia | Cronologia completa delle presenze e delle reti in nazionale ― Slovenia | Cronologia completa delle presenze e delle reti in nazionale ― Slovenia | Cronologia completa delle presenze e delle reti in nazionale ― Slovenia | Cronologia completa delle presenze e delle reti in nazionale ― Slovenia | Cronologia completa delle presenze e delle reti in nazionale ― Slovenia |
| Data                                                                    | Città                                                                   | In casa                                                                 | Risultato                                                               | Ospiti                                                                  | Competizione                                                            | Reti                                                                    | Note                                                                    |
| ----------------------------------------------------------------------- | ----------------------------------------------------------------------- | ----------------------------------------------------------------------- | ----------------------------------------------------------------------- | ----------------------------------------------------------------------- | ----------------------------------------------------------------------- | ----------------------------------------------------------------------- | ----------------------------------------------------------------------- |
| 15-11-2011                                                              | Lubiana                                                                 | Slovenia                                                                | 2 – 3                                                                   | Stati Uniti                                                             | Amichevole                                                              | -                                                                       | 88’                                                                     |
| 6-2-2013                                                                | Lubiana                                                                 | Slovenia                                                                | 0 – 3                                                                   | Bosnia ed Erzegovina                                                    | Amichevole                                                              | -                                                                       | 60’                                                                     |
| 22-3-2013                                                               | Lubiana                                                                 | Slovenia                                                                | 1 – 2                                                                   | Islanda                                                                 | Qual. Mondiali 2014                                                     | -                                                                       | 52’                                                                     |
| 31-5-2013                                                               | Bielefeld                                                               | Turchia                                                                 | 0 – 2                                                                   | Slovenia                                                                | Amichevole                                                              | -                                                                       | 90’                                                                     |
| 15-10-2013                                                              | Berna                                                                   | Svizzera                                                                | 1 – 0                                                                   | Slovenia                                                                | Qual. Mondiali 2014                                                     | -                                                                       | 86’                                                                     |
| 19-11-2013                                                              | Celje                                                                   | Slovenia                                                                | 1 – 0                                                                   | Canada                                                                  | Amichevole                                                              | -                                                                       | 46’                                                                     |
| 4-6-2014                                                                | Montevideo                                                              | Uruguay                                                                 | 2 – 0                                                                   | Slovenia                                                                | Amichevole                                                              | -                                                                       | 75’                                                                     |
| 7-6-2014                                                                | La Plata                                                                | Argentina                                                               | 2 – 0                                                                   | Slovenia                                                                | Amichevole                                                              | -                                                                       | 46’                                                                     |
| 8-9-2014                                                                | Tallinn                                                                 | Estonia                                                                 | 1 – 0                                                                   | Slovenia                                                                | Qual. Euro 2016                                                         | -                                                                       | 89’                                                                     |
| 9-10-2014                                                               | Maribor                                                                 | Slovenia                                                                | 1 – 0                                                                   | Svizzera                                                                | Qual. Euro 2016                                                         | -                                                                       | 55’ 90+4’                                                               |
| 12-10-2014                                                              | Vilnius                                                                 | Lituania                                                                | 0 – 2                                                                   | Slovenia                                                                | Qual. Euro 2016                                                         | -                                                                       | 87’                                                                     |
| 15-11-2014                                                              | Londra                                                                  | Inghilterra                                                             | 3 – 1                                                                   | Slovenia                                                                | Qual. Euro 2016                                                         | -                                                                       | 63’                                                                     |
| 18-11-2014                                                              | Lubiana                                                                 | Slovenia                                                                | 0 – 1                                                                   | Colombia                                                                | Amichevole                                                              | -                                                                       | 59’                                                                     |
| 27-3-2015                                                               | Lubiana                                                                 | Slovenia                                                                | 6 – 0                                                                   | San Marino                                                              | Qual. Euro 2016                                                         | 1                                                                       | 60’                                                                     |
| 30-3-2015                                                               | Doha                                                                    | Qatar                                                                   | 1 – 0                                                                   | Slovenia                                                                | Amichevole                                                              | -                                                                       | 59’                                                                     |
| 14-6-2015                                                               | Lubiana                                                                 | Slovenia                                                                | 2 – 3                                                                   | Inghilterra                                                             | Qual. Euro 2016                                                         | -                                                                       | 79’                                                                     |
| 8-9-2015                                                                | Maribor                                                                 | Slovenia                                                                | 1 – 0                                                                   | Estonia                                                                 | Qual. Euro 2016                                                         | -                                                                       | 77’                                                                     |
| 9-10-2015                                                               | Lubiana                                                                 | Slovenia                                                                | 1 – 1                                                                   | Lituania                                                                | Qual. Euro 2016                                                         | -                                                                       | 30’ 73’                                                                 |
| 12-10-2015                                                              | Serravalle                                                              | San Marino                                                              | 0 – 2                                                                   | Slovenia                                                                | Qual. Euro 2016                                                         | -                                                                       | 70’                                                                     |
| 17-11-2015                                                              | Maribor                                                                 | Slovenia                                                                | 1 – 1                                                                   | Ucraina                                                                 | Qual. Euro 2016                                                         | -                                                                       | 80’ 90+4’                                                               |
| Totale                                                                  |                                                                         | Presenze                                                                | 20                                                                      |                                                                         | Reti                                                                    | 1                                                                       |                                                                         |

## Palmarès

### Club

#### Competizioni giovanili
- Torneo di Viareggio: 1

Genoa: 2007
- Campionato Primavera: 1

Genoa: 2009-2010
- Coppa Italia Primavera: 1

Genoa: 2008-2009
- Supercoppa italiana Primavera: 1

Genoa: 2009